# Il va pleuvoir sur Conakry
Il va pleuvoir sur Conakry es una película del año 2006.

## Sinopsis
BB trabaja como caricaturista político en un periódico liberal y está enamorado de Kesso, la encantadora y talentosa informática hija de su jefe. Pero el padre de BB, Karamako, guardián de la tradición ancestral de su poblado e imán de Conakry, se opone a este amor. La obstinación de Karamako, que sueña con que su hijo vaya a Arabia Saudí a estudiar para ser imán, complica aún más la relación, sobre todo cuando Kesso queda embarazada de BB.

## Premios
- Ouidah (Benín) 2008
- Verona 2007
- Tübingen-Stuttgart 2007
- Songes d'une nuit DV 2007
- FESPACO 2007